# کوودی
کُوِدی (به مجاری:  Kövegy) یک منطقهٔ مسکونی در مجارستان است که در ناحیه ماکو واقع شده‌است. کوودی ۹٫۷۱ کیلومتر مربع مساحت و ۳۶۲ نفر جمعیت دارد.